# La Monselie
La Monselie é uma comuna francesa na região administrativa de Auvérnia-Ródano-Alpes, no departamento de Cantal. Estende-se por uma área de 9,57 km². Em 2010 a comuna tinha 119 habitantes (densidade: 12,4 hab./km²).